# Втрати силових структур внаслідок російського вторгнення в Україну (березень 2023)
У статті наведено список втрат українських військовослужбовців у російсько-українській війні, починаючи з 1 березня 2023 року по 31 березня 2023 року (включно).

## Список загиблих за березень 2023 року
| Герой України |

| Орден «За мужність» ІІІ ступеня |

| Орден «За мужність» ІІІ ступеня |

| Орден Богдана Хмельницького III ступеня (Україна) |

| Почесний громадянин міста Тернополя |

| Хрест бойових заслуг |

| Герой України |

| Орден «Народний Герой України» |

| Орден «За мужність» ІІІ ступеня |

| Почесний громадянин міста Тернополя |

| Почесний громадянин міста Тернополя |

| Почесний громадянин Тернопільської області |

### Нотатки
1. 16 квітня 2022 року, Президент України Володимир Зеленський під час інтерв'ю телерадіокомпанії CNN повідомив, що у війні з російськими окупантами загинуло від 2500 до 3000 українських військових[318].
2. 11 травня 2022 року, в ході спеціального брифінгу офіційних представників Сил оборони України, начальник оперативного управління штабу управління Нацгвардії України Олексій Надточий, вперше з початку війни, назвав втрати, які відомство зазнало в ході російського вторгнення в Україну. За його словами, втрати Національної гвардії України під час виконання бойових завдань склали: безповоротні втрати — 501 військовослужбовець, санітарні втрати (зазнали поранень) — 1697 військовослужбовців[319].
3. 22 серпня 2022 року, Головнокомандувач Збройних Сил України Валерій Залужний повідомив, що в ході повномасштабної війни з Росією загинули близько 9000 українських військовослужбовців[320][321].
4. 23 вересня 2022 року, президент України Володимир Зеленський в інтерв'ю французькому виданню Ouest-France заявив, що впевнений у перемозі свого народу в цьому конфлікті, в якому, за його оцінками, гине 50 солдатів на день. «У п'ять разів менше, ніж російських військових», — сказав український президент[322][323].
5. 1 грудня 2022 року, радник глави Офісу президента Михайло Подоляк в ефірі 24 каналу заявив, що втрати української армії склали до 13000 військових. «У нас є офіційні оцінки Генерального штабу, є офіційні оцінки, які говорить Верховний головнокомандувач. І вони в нас сягають від 10 до 12,5-13 тисяч загиблих. Тобто, ми відкрито говоримо про кількість загиблих», — сказав Подоляк[324][325].
6. «Таблиця/Список загиблих» буде наповнюватися та корегуватися по мірі можливості за надходженням відповідної інформації, яка постійно змінюється в результаті інтенсивності бойових дій (посилання — тільки на офіційні та перевірені джерела)
7. Див. розділ «Обговорення».
8. Відомості з Указів Президента України «Про присвоєння звання Герой України», «Про відзначення державними нагородами України» доповнювати в кінці основної Таблиці, з подальшим уточненням соц.-демографічними даними загиблих Героїв і рознесенням записів за відповідними датами!